# Восток (космически кораб)
Вижте пояснителната страница за други значения на Восток.
„Восток“ (в превод от руски: „Изток“) е името на серия едноместни космически кораби на СССР за полети в околоземна орбита. На корабите „Восток“ е извършен първия в света полет на човек в космоса.
Космическите кораби от тази серия са създавани под ръководството на генералния конструктор на ОКБ-1 Сергей Павлович Корольов от 1958 до 1963 г.
На корабите „Восток“ се изучават въздействието на условията на орбитален полет на състоянието и работоспособността на космонавта, провеждат се изследвания, свързани с проверка на принципите за построяване на космически кораби, отработва се тяхната конструкция и системи.
След завършването на основната програма, базовите компоненти на корабите „Восток“ се използват в разработването на множество съветски спътници.

## История

### Началото
През пролетта на 1957 г. Сергей Павлович Корольов в рамките на своето ОКБ организира специален отдел № 9, предназначен за провеждане на работи по създаването на първите изкуствени спътници на Земята. Отдела възглавява съратникът на Корольов Михаил Клавдиевич Тихонравов. Скоро, паралелно на разработването на изкуствени спътници, в отдела започват изследвания по въпросите за създаване на пилотируем кораб-спътник. Като ракета-носител е планирано да се използва Р-7. Изчисленията показват, че тя, снабдена с трета степен, може да изведе на ниска околоземна орбита товар с маса около 5 тона.
Работа по създаването на пилотируем кораб изисква дълбокото изучаване на такива нови области като спускането в атмосферата, създаване на надеждна топлозащита, хиперзвукова аеродинамика и т.н. Отначало тези въпроси са разгледани от математиците на Академията на науките на СССР. В частност, е отбелязано, че в резултат на балистичното спускане от орбита могат да се очакват до десеткратни претоварвания.
От септември 1957 до януари 1958 г. в отдела на Тихонравов са изследвани условията на нагряване, повърхностните температури, топлозащитни материали. Последователно са изучавани поведението в хиперзвуков поток на голям брой разнообразни аеродинамични форми с аеродинамично качество от нула до няколко единици. Параметричните разчети на траекторията се изпълняват с използването на изчислителната машина БЭСМ-1.
Открито е, че равновесната температура на крилат космически кораб с най-добри аеродинамически качества превишава възможностите на топлинна устойчивост на достъпните към това време сплави. Освен това такива конструктивни варианти са довеждали до намаляване на големината на полезния товар и, в крайна сметка, са били отхвърлени. Основните изводи за конструкцията на кораба са били следните:
- аеродинамичното качество трябва да се намира в диапазона 0,5 – 0,6 за създаване на малка подемна сила и намаляване на действащите при балистичното спускане претоварване, до допустимо за човешкия организъм ниво;
- предпочитана форма на апарата е конус със закръглен нос и сферично дъно с максимален размер около 2 м;
- най-приемливо за връщането на човек ще е неговото катапултиране на височина от няколко километра и спускането му с парашут. Отделно спасяване на спускаемия апарат при това може да не се извършва.

В хода на медицинските изследвания, проведени през април 1958 г., изпитанията на летци в центрофуга показват, че при определено положение на тялото, човек е способен да понесе претоварване до 10G без сериозни последствия за неговото здраве. Това предопределя избора на сферична форма на спускаемия апарат за първия пилотируем космически кораб и позволява да се ускорят следващите работи за сметка на отказ от разглеждане на по-сложни варианти. Детайлната разработка на предварителния проект, завършва с издаването на специален отчет в средата на август 1958 г.
Изборът на сферична форма на спускаемия апарат, явяваща се най-простата и най-изучена симетрична форма, е резултат от избора на балистично връщане от орбита. Значителен плюс е и това, че сферата притежава стабилни аеродинамични свойства при всички възможни скорости и ъгли на атака. Изместването на центъра на масата в кърмовата част на сферичния апарат позволява да се осигури неговата правилна ориентация през цялото време на балистичното спускане.

### Безпилотни изпитания
През лятото на 1960 г. е завършена разработката и са започнати комплексни изпитания на космическия кораб. Още на 15 май 1960 г. е осъществен първият старт на кораб-спътник. Опростеният вариант на кораба нямал топлинна защита, животоподдържащи системи и средства за приземяване. Главна задача на старта е проверка на работата на основните системи. Поради неизправност в системата за ориентация при включването на спирачните двигатели корабът преминава на по-висока орбита, където и се извършва отделянето на спускаемия апарат. Виж също Спутник-4.
На 28 юли 1960 г. е вторият старт на кораб-спътник с опитни животни на борда (кучетата Чайка и Лисичка). Вследствие на авария на ракетата-носител корабът не излиза на орбита.
Първият напълно успешен старт на кораб-спътник е на 19 август 1960. Опитните животни (кучетата Белка и Стрелка, мишки), насекоми, растения и други биологични обекти успешно са върнати на Земята в спускаемия апарат на кораба.
На 11 октомври 1960 г. постановление на ЦК на КПСС и Съвета на Министрите на СССР № 1110 – 462 определя стартирането на космически кораб с човек на борда, като задача от особено значение и набелязва срок за подобен старт – декември 1960 г.
В това време на 1 декември 1960 г. е осъществен старта на четвъртия кораб-спътник, извършил успешен орбитален полет. Обаче, поради авария в спирачните двигатели и спускането в неразчетен район, спускаемият апарат с кучетата Пчёлка и Мушка е взривен.
На 22 декември 1960 г. се състои петият старт. Авария на ракетата-носител на крайните етапи на старта води до аварийно отделяне на спускаемия апарат с кучетата Комета и Шутка, който извършва суборбитален полет и нормално се приземява.
На 9 март 1961 г. се състои първият старт на модифицирания кораб ЗКА, разработван вече за полет на човек. На борда му се намират: манекен („Иван Иванович“), кучето Чернушка и други опитни животни. Програмата на полета е изцяло изпълнена.
На 25 март 1961 г. е изпълнен още един старт на кораба ЗКА с аналогична програма на полета. Спускаемият апарат с кучето Звёздочка успешно се приземява, а манекенът в съответствие с плана на полета се катапултира. Стартът е завършваща проверка преди полета на човек.

### Пилотирани полети
На 12 април 1961 г. в 9 часа 06 минути 59,7 секунди от космодрума Байконур стартира първият космически кораб с човек на борда. Пилотиран е от летеца-космонавт Юрий Гагарин. За 108 минути корабът извършва една обиколка около Земята и се приземява недалече от селцето Смеловка Саратовска област.
По програмата Восток са стартирали шест пилотирани космически кораба. Заедно с безпилотните преди тях стават общо 12 космически апарата.
Пилотите на космическия кораб Восток са:
| Космонавт           | Кораб    |
| Юрий Гагарин        | Восток-1 |
| Герман Титов        | Восток-2 |
| Андриан Николаев    | Восток-3 |
| Павел Попович       | Восток-4 |
| Валери Биковски     | Восток-5 |
| Валентина Терешкова | Восток-6 |

### Всички мисии
| №   | Дата (UTC) | Име | NSSDC ID | Модификация                                                                                                   | Бележки |
| --- | --- | --- | --- | --- | --- |
| 1   | 15 май 1960 00:00                                                                                             | Спутник 4 | 1960-005A | Восток-1П | „Космически кораб-спътник 1“ (ККС-1) – прототип                                                               |
| 2   | 28 юли 1960 09:31                                                                                             | — | — | Восток-1 № 1                                                                                                  | авария на ракетата-носител, не излиза в орбита                                                                |
| 3   | 19 август 1960 08:38                                                                                          | Спутник 5 | 1960-011A | Восток-1 № 2                                                                                                  | ККС-2 |
| 4   | 1 декември 1960 07:26                                                                                         | Спутник 6 | 1960-017A | Восток-1 № 3                                                                                                  | ККС-3 |
| 5   | 22 декември 1960 07:45                                                                                        | — | — | Восток-1 № 4                                                                                                  | авария на ракетата-носител, суборбитален полет                                                                |
| 6   | 9 март 1961 06:28                                                                                             | Спутник 9 | 1961-008A | Восток-3 № 1                                                                                                  | ККС-4 |
| 7   | 25 март 1961 06:00                                                                                            | Спутник 10 | 1961-009A | Восток-3 № 2                                                                                                  | ККС-5 |
| 8   | 12 април 1961 06:07                                                                                           | Восток 1 | 1961-012A | Восток-3А № 3                                                                                                 | първи пилотиран полет                                                                                         |
| 9   | 6 август 1961 06:00                                                                                           | Восток 2 | 1961-019A | Восток-3А № 4                                                                                                 | |
| 10  | 11 декември 1961 09:39                                                                                        | — | — | Восток-2 № 1                                                                                                  | авария на третата степен на ракетата-носител, корабът е унищожен                                              |
| 11  | 26 април 1962 10:02                                                                                           | Космос 4 | 1962-014A | Восток-2 № 2                                                                                                  | |
| 12  | 1 юни 1962 09:38                                                                                              | — | — | Восток-2 № 3                                                                                                  | |
| 13  | 28 юли 1962 09:18                                                                                             | Космос 7 | 1962-033A | Восток-2 № 4                                                                                                  | |
| 14  | 11 август 1962 08:30                                                                                          | Восток 3 | 1962-036A | Восток-3А № 5                                                                                                 | |
| 15  | 12 август 1962 08:02                                                                                          | Восток 4 | 1962-037A | Восток-3А № 6                                                                                                 | |
| 16  | 27 септември 1962 09:39                                                                                       | Космос 9 | 1962-048A | Восток-2 № 7                                                                                                  | |
| 17  | 17 октомври 1962 09:00                                                                                        | Космос 10 | 1962-054A | Восток-2 № 5                                                                                                  | |
| 18  | 22 декември 1962 09:23                                                                                        | Космос 12 | 1962-072A | Восток-2 № 6                                                                                                  | |
| 19  | 21 март 1963 08:30                                                                                            | Космос 13 | 1963-006A | Восток-2 № 9                                                                                                  | |
| 20  | 22 април 1963 08:30                                                                                           | Космос 15 | 1963-011A | Восток-2 № 8                                                                                                  | |
| 21  | 28 април 1963 08:50                                                                                           | Космос 16 | 1963-012A | Восток-2 № 10                                                                                                 | |
| 22  | 24 май 1963 10:33                                                                                             | Космос 18 | 1963-018A | Восток-2 № 11                                                                                                 | |
| 23  | 14 юни 1963 14:59                                                                                             | Восток 5 | 1963-020A | Восток-3А № 7                                                                                                 | |
| 24  | 16 юни 1963 09:29                                                                                             | Восток 6 | 1963-023A | Восток-3А № 8                                                                                                 | |
| ••• | По-нататък са изстрелвани още много безпилотни апарати модификация „Восток-2“ („Зенит-2“) под името „Космос“. | По-нататък са изстрелвани още много безпилотни апарати модификация „Восток-2“ („Зенит-2“) под името „Космос“. | По-нататък са изстрелвани още много безпилотни апарати модификация „Восток-2“ („Зенит-2“) под името „Космос“. | По-нататък са изстрелвани още много безпилотни апарати модификация „Восток-2“ („Зенит-2“) под името „Космос“. | По-нататък са изстрелвани още много безпилотни апарати модификация „Восток-2“ („Зенит-2“) под името „Космос“. |

## Устройство на кораба
Общата маса на космическия кораб достига 4,73 тона, дължината (без антените) – 4,4 м, а максималният диаметър – 2,43 м.
Корабът се състои от сферичен спускаем апарат (маса 2,46 тона и диаметър 2,3 м) изпълняващ функциите на орбитален отсек и коничен приборен отсек (маса 2,27 тона и максимален диаметър 2,43 м). Отсеците са съединени механично с помощта на метални ленти и пиротехнически ключалки. Корабът има следните системи: за автоматично и ръчно управление, за автоматично ориентиране към Слънцето, за ръчна ориентация към Земята, животоосигуряваща (разчетена за поддържане на вътрешна атмосфера, близка по своите параметри до земната в течение на 10 денонощия), командно-логическо управление, за електрозахранване, терморегулиране и приземяване.
За осигуряване на задачите по работа на човек в космическото пространство, корабът е снабден с автономна и радиотелеметрична апаратура за контрол и регистрация на параметрите, характеризиращи състоянието на космонавта, конструкциите и системите, ултракъсовълнова и късовълнова апаратура за двустранна радиотелефонна връзка на космонавта с наземните станции, командна радиолиния, програмно-времево устройство, телевизионна система с две предаващи камери за наблюдение на космонавта от Земята, радиосистема за контрол на параметрите на орбитата и пеленгация на кораба, спирачен двигател ТДУ-1 и други системи.
Спускаемият апарат има два илюминатора, един от които е разположен на входния люк, малко над главата на космонавта, а другият, оборудван със специална система за ориентация, в пода до краката му. Космонавтът облечен в скафандър, лежи на специално катапултиращо кресло. В последния етап на полета, след погасяването на високата скорост на кораба в атмосферата, на височина 7 км, космонавтът се катапултира от кабината и приземява с парашут. Предвидена е и възможност за приземяване вътре в спускаемия апарат. Той има собствен парашут, но без средства за меко приземяване, това може да доведе до сериозни травми на космонавта останал в него.
Апаратурата на корабите „Восток“ е направена колкото може по-проста. Маневрата за завръщане обикновено се извършва автоматично по радиокоманда от Земята. С цел хоризонтална ориентация на кораба се използват инфрачервени датчици. Изравняването по оста се е изпълнявало посредством звездни и слънчеви датчици за ориентация.
При отказ на автоматичните системи, космонавтът можел да премине на ръчно управление. Това било възможно заради използването на оригинален оптически ориентир „Взор“ (поглед), разположен на пода на кабината. На илюминатора е разположена кръгова огледална зона, а на специален матов екран са били нанесени стрелки, показващи посоката на изместване на земната повърхност. При правилно разположение на кораба спрямо хоризонта, всичките осем визьора на огледалната зона се осветяват от слънцето. Наблюдението на земната повърхност през централната част на екрана позволява да се контролира направлението на полета.

## Модификации
Официалното постановление за начало на разработването на пилотиран космически кораб „Восток“ е било прието на 22 май 1959 г. В предварителния проект се описват три модификации на космическия апарат:
- Восток-1 (1К) – кораб-прототип, използвал се е за проверка на основните системи и разработване на елементи от конструкцията;
- Восток-2 (2К) – кораб-прототип, използвал се е като спътник за фотоелектронно разузнаване, по-нататък получава името „Зенит-2“;
- Восток-3 (3К) – пилотиран космически кораб;